# Кашичі
Кашичі (пол. Kaszyce) — село на Закерзонні в Польщі, у гміні Орли Перемишльського повіту Підкарпатського воєводства.
Населення — 882 особи (2011).

## Розташування
Розміщене недалеко від кордону з Україною. Село розташоване за 14 км на північ від Перемишля та 55 км на схід від Ряшева.

## Історія
Вперше Кашичі згадуються 24 червня 1397 р.
У 1555 р. збудована римо-католицька каплиця, яка в 1724 р. замінена була на костел. До 1772 р. село входило до Перемишльської землі Руського воєводства.
У 1880 р. село належало до Ярославського повіту Королівства Галичини та Володимирії Австро-Угорської імперії, у селі було 680 жителів і 40 — на землях фільварку. Більшість жителів були римо-католиками, за винятком 8 греко-католиків і 12 юдеїв, греко-католики належали до парафії в Заміхові Порохницького деканату. На той час Кашичі вже були златинізованими і спольщеними в оточенні українських сіл.
У 1934-1939 рр. село належало до ґміни Оріхівці Перемишльського повіту Львівського воєводства. На той час у селі проживало 240 польських родин, 9 українських, а одна родина вважала себе польсько-русинською, але всі були римо-католиками. В ході Другої світової війни вже 10 вересня 1939 р. ввійшов у село танковий корпус Кляйста. А німецьку каральну акцію 7 березня 1943 р. під командою Франца Шмідта було (вбито коло 130 жителів села) місцеві шовіністи чомусь використовували для розпалювання ненависті до українців довколишніх сіл.
У 1975-1998 роках село належало до Перемишльського воєводства.

## Демографія
Демографічна структура станом на 31 березня 2011 року:
|          | Загалом | Допрацездатний вік | Працездатний вік | Постпрацездатний вік |
| -------- | ------- | ------------------ | ---------------- | -------------------- |
| Чоловіки | 460     | 101                | 305              | 54                   |
| Жінки    | 422     | 78                 | 238              | 106                  |
| Разом    | 882     | 179                | 543              | 160                  |